# Haltwhistle
Haltwhistle ist eine Kleinstadt in Northumberland, England. Sie liegt etwa 16 Kilometer östlich von Brampton am Fluss Tyne. Etwa drei Kilometer nördlich der Stadt verlaufen die Überreste der Römerstraße Stanegate sowie des Hadrianswalls. Haltwhistle befindet sich auf der dritten Etappe des Fernwanderwegs Hadrian’s Wall Path und grenzt im Norden an den Northumberland-Nationalpark. Der Pennine Way führt ebenfalls durch Haltwhistle.
Haltwhistle hat einen Bahnhof an der Strecke der Newcastle and Carlisle Railway.
Der Haltwhistle Burn mündet am östlichen Rand des Ortes in den Tyne.

## Geschichte

### Allgemein
Die Besiedlungsgeschichte Haltwhistles reicht bis in die Zeit des Römischen Reiches zurück (siehe Kleinkastell Haltwhistle Burn und Kastell Aesica/Great Chesters am Hadrianswall). Im 18. und 19. Jahrhundert wurde bei Haltwhistle im Rahmen der aufkommenden Industrialisierung Kohle abgebaut, wodurch die Stadt eine größere Bevölkerungszunahme erfuhr.

### Kriegsgefangenenlager Featherstone
Bei Featherstone Park etwa sechs Kilometer südwestlich von Haltwhistle am Ufer des Tyne befand sich zwischen Ende des Zweiten Weltkrieges und 1948 das  Kriegsgefangenenlager Camp 18. Gemeinsam mit dem Dolmetscheroffizier Herbert Sulzbach, dem deutschen Lagerführer Ferdinand Heim sowie Professoren, Lehrern und Handwerksmeistern aus den Reihen der deutschen Kriegsgefangenen organisierten die Briten in dem Offizierslager ein umfassendes Vortragsprogramm und ermöglichten den Insassen u. a. den Erwerb des Abiturs, handwerkliche Ausbildungen und sogar den Besuch der lagereigenen Universität.
Im Rahmen der Affäre Conti wurde dem deutschen Widerstandskämpfer Willi Brundert von den Behörden der DDR vorgeworfen, während seiner Inhaftierung in Camp 18 vom britischen Geheimdienst angeworben worden zu sein.

## Partnerschaften
Haltwhistle unterhält Partnerschaften mit folgenden Gemeinden:
- Saint-Méen-le-Grand in der Bretagne
- Valentano in der Provinz Viterbo

## Persönlichkeiten
- Anne Sharp (1934–2010), Schauspielerin